# Flatanger
Flatanger est une commune norvégienne située dans le comté de Trøndelag. Elle fait partie de la région du Namdalen.

## Géographie
La commune s'étend sur 458,71 km2 dans le nord-ouest du comté et possède plus de 1 400 îles baignées par la mer de Norvège. Elle comprend la localité de Lauvsnes, son centre administratif, ainsi que les villages de Hasvåg, Jøssund et Vik.

## Histoire
La commune est créée le 1er janvier 1871 par détachement d'une partie de Fosnes et fait partie du comté de Nord-Trøndelag puis de celui de Trøndelag depuis 2018.

## Sites et monuments

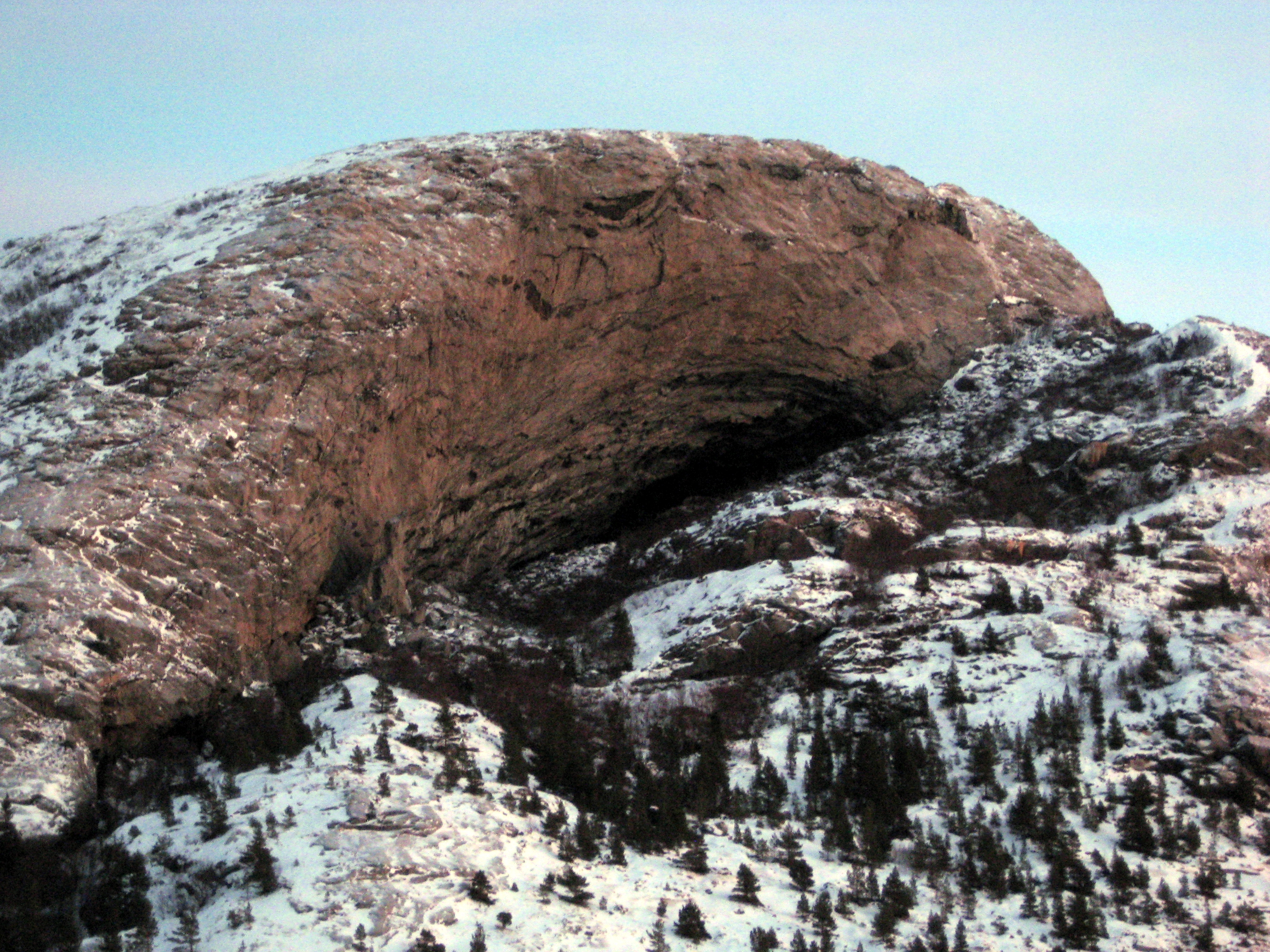
L'abri sous roche d'Hanshelleren, un des sites d'escalade sportive les plus connus au monde, pour la difficulté de ses voies.

L'ancien phare de Villa, construit en 1839 et désactivé en 1890, s'élève sur l'île du même nom.
Le phare d'Ellingråsa comprend l'ancienne maison-phare inaugurée en 1888 pour remplacer le phare de Villa, ainsi que le phare moderne mis en service en 2001.
Flatanger possède plusieurs sites d'escalade, dont la célèbre grotte d’Hanshelleren où se trouvent plusieurs des voies d'escalade sportive les plus difficiles du monde actuellement, à l'exemple de Change (9b+), Silence (proposée 9c par Adam Ondra) et BIG (proposée 9c par Jakob Schubert).